# Dănuț Lupu
Pour les articles homonymes, voir Lupu.
Dănut Lupu est un footballeur roumain né le 27 février 1967 à Galați. Il était milieu de terrain.
Il a participé à la Coupe du monde 1990 avec l'équipe de Roumanie.

## Carrière
- 1985-1987 : Dunărea Galați  Roumanie
- 1986-1990 : Dinamo Bucarest  Roumanie
- 1990-1991 : Panathinaïkos  Grèce
- 1991-1993 : AE Korinthos  Grèce
- 1993-1994 : OFI Crète  Grèce
- 1993-1994 : Rapid Bucarest  Roumanie
- 1994-1995 : Brescia  Italie
- 1994-1995 : Rapid Bucarest  Roumanie
- 1995-1997 : Dinamo Bucarest  Roumanie
- 1997-2000 : Rapid Bucarest  Roumanie
- 2000-2001 : Dinamo Bucarest  Roumanie
- 2000-2000 : Laminorul Roman  Roumanie
- 2000-2001 : Hapoel Zafirim Holon  Israël

## Palmarès
- 14 sélections et 0 but avec l'équipe de Roumanie entre 1989 et 1998
- Champion de Roumanie en 1990 avec le Dinamo Bucarest, en 1999 avec le Rapid Bucarest
- Vainqueur de la Coupe de Roumanie en 1990 avec le Dinamo Bucarest, en 1998 avec le Rapid Bucarest
- Champion de Grèce en 1991 avec le Panathinaïkos
- Vainqueur de la Coupe de Grèce en 1991 avec le Panathinaïkos